# The Metal Opera: Pt 1 & 2 – Gold Edition
The Metal Opera: Pt 1 & 2 – Gold Edition бокс-сет гурту Avantasia, виданий колишнім лейблом гурту AFM Records 6 березня 2008 року. Він включає два перших альбоми Avantasia The Metal Opera і The Metal Opera Part II на двох золотих CD, буклет на 44 сторінки з історією, раритетні фото, інтерв'ю з натхненником проекту Тобіасом Самметом; усе упаковано в шкіряний футляр.

## Список композицій

### CD 1
1. Prelude
2. Reach Out for the Light
3. Serpents in Paradise
4. Malleus Maleficarum
5. Breaking Away
6. Farewell
7. The Glory of Rome
8. In Nomine Patris
9. Avantasia
10. A New Dimension
11. Inside
12. Sign of the Cross
13. The Tower
14. Avantasia (bonus radio single)

### CD 2
1. The Seven Angels
2. No Return
3. The Looking Glass
4. In Quest for
5. The Final Sacrifice
6. Neverland
7. Anywhere
8. Chalice of Agony
9. Memory
10. Into the Unknown
11. Sign of the Cross (Live bonus track) - Audio
12. Sign of the Cross (Live bonus track) - Video

## Склад учасників (Авантазійці)
- Тобіас Саммет - (бас-гітара, клавішні, вокал)
- Хеньо Ріхтер - (гітара)
- Маркус Гросскопф - (бас-гітара)
- Алекс Хольварц - (ударні)
- Міхаель Кіске - (вокал)
- Андре Матос - (вокал)
- Боб Кетлі - (вокал)
- Кай Хансен - (вокал)
- Девід Дефейс - (вокал)
- Роб Рок - (вокал)
- Олівер Хартман - (вокал)
- Шарон ден Адель - (вокал)
- Ральф Здіартсек - (вокал)
- Тімо Толккі - (гітара, вокал)
- Йенс Лювіг - (вокал)
- Норман Мейріц - (вокал)
- Франк Тішер - (клавішні)